# Rodrigo Pessoa
Rodrigo Pessoa (Parigi, 29 novembre 1972) è un cavaliere brasiliano.
In carriera ha vinto una medaglia d'oro ai Giochi della XXVIII Olimpiade di Atene, nel salto ostacoli individuale. Vanta inoltre due medaglie di bronzo olimpiche, conquistate nel 1996 e nel 2000, entrambe nel Salto ostacoli a squadre.
Pessoa ha vinto la medaglia d'oro ai Campionati mondiali di equitazione di Roma 1998 nel salto ostacoli individuale, oltre a un oro ed un argento ai Giochi panamericani di Rio de Janeiro 2007 (rispettivamente nel salto ostacoli a squadre ed individuale).